# Kjetil André Aamodt
Kjetil André Aamodt (n. 2 septembrie 1971, Oslo, Norvegia) este un fost campion mondial și olimpic la schi alpin, din Norvegia. André Aamodt este până în prezent singurul schior care a câștigat 4 medalii de aur la campionatul olimpic, el a câștigat în total 20 de medalii la campionatele olimpice și mondiale. Numai Alberto Tomba și André Aamodt au reușit să păstreze la jocurile olimpice următoare, titlul de campion, sau să câștige aur la toate cele cinci discipline.